# صداع
الصداع هو ألم في الرأس أو الفروة أو الرقبة، والسبب الرئيسي لكافة أنواع الصداع غير معلوم وقد يتحسن معظم الأشخاص لو غيروا أسلوب حياتهم وتدربوا على كيفية الاسترخاء أو بتناولهم أدوية له.
وهناك الصداع التوتري الذي سببه تصلب العضلات بالكتفين أو الرقبة أو بفروة الرأس أو الفك. وهذا سببه الإجهاد والاكتئاب والقلق. وقد يكون لكثرة العمل أو قلة النوم أو الأكل أو شرب الخمر أو تعاطي الحبوب المخدرة. وتناول مادة تيرامين بالشيكولاتة الجبن والمكسرات، أو مادة جلوتامات أحادي الصوديوم. التي توضع باللحوم المحفوظة كلها مواد قد تولد الصداع. والأشخاص الذين يتناولون مادة الكافيين في الشاي والبن الكولا يمكنهم الشعور بالصداع لو لم يتناولوا جرعاتهم اليومية التي اعتادوا عليها. ومن الأسباب الشائعة لتولد الصداع نجد الرأس من المناطق الحساسة لأنها تضم الدماغ العينين والأذنين وعظام الجمجمة وعضلات الوجه والجيوب الأنفية والشرايين وغيرها، وكل هذه الأعضاء قد تكون سبباً للصداع. وهناك بعض الأعضاء البعيدة عن الرأس التي يمكنها أن تثير نوبة الصداع. لهذا الصداع أشكال وأنواع. فقد يكون الصداع متقطعاً أو مستمراً. وقد يصيب الإنسان شهرياً أو أسبوعياً أو يومياً وقد تدوم النوبة عدة ساعات، وتختلف شدتها بين ألم خفيف وألم معتدل إلى الإحساس بألم شديد. وقد يأتي الألم في الجبهة أو الصدغ أو قرب العينين أو في مؤخرة الرأس وقد ينتشر إلى شق من شقي الوجه أو كليهما. وقد يصاحبه الغثيان والقيء واضطراب الرؤية وسوء المزاج.
والصداع قد يكون عضوياً بسبب ضربة خفيفة على الرأس أو حمى، أو الأورام وارتفاع الضغط واضطرابات العين كالتهاب الملتحمة أو خراج بها أو دمل بالجفن والجلوكوما والتهاب الجيوب الأنفية أو التهاب الأذن الوسطى ومشاكل الأسنان والإمساك وأعراض ما قبل الدورة الشهرية. ونسبة وقوعه تقل عن 10% من مجموع حالات الصداع.

## أسباب الصداع (المباشرة)

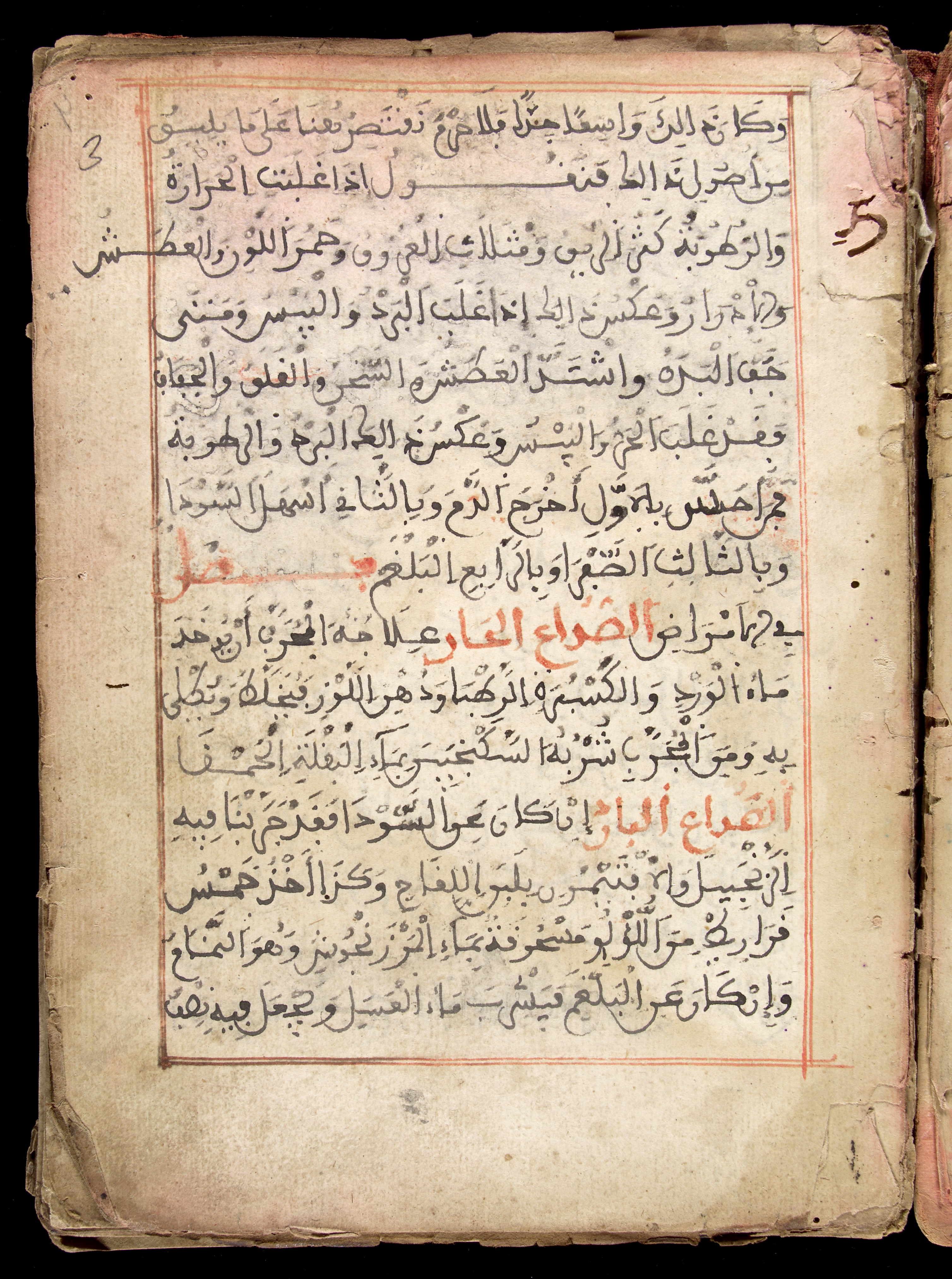
مخطوطة قديمة.

إلى الآن لا يوجد سبب واضح للصداع فآخر دراسات تشير إلى أن الصداع يسبب تمدد الأوعية الدموية التي بالمخ وليس العكس.

## أنواع الصداع
قد يكون الصداع سببه غير عضوي بسبب تغيرات فسيولوجية (وظيفية) في مناطق معينة من الرأس كالأوعية الدموية والعضلات. وليس بسبب مرض أو إصابة، وتتجاوز نسبة وقوعه 90% من حالات الصداع كالصداع النصفي والصداع التوتري والصداع العنقودي وصداع الجوع والصداع الاكتئاب النفسي، ومن الأسباب الشائعة لتولد الصداع وضع الرأس لمدة طويلة في اتجاه واحد ووضع ثابت، كما في الجلوس أمام الكومبيوتر والآلة الكاتبة والميكروسكوب أو بسبب الإجهاد المرهق وقلة النوم والكز على الأسنان.
والصداع نفسه أنواع، من حيث زمانه ومكانه، وصنفه، فهو صنوف، يجب أن تحصي من أمر الصداع زمانه، هل هو يصيب كل يوم، أو لا يصيب؟ هل يصيبنا عند اليقظة؟ هل هو يزيد مع تقدم النهار أو ينقص؟
ويجب أن تحصى مكانه، في أي موضع من الرأس: هل هو في المقدمة؟ هل في الصَّدغ؟ هل هو الفَوج أو الفودين؟ هل هو حول العين، أم هو وجع في قمة الرأس؟ أم هو في المؤخرة؟ ويجب أن، نحصى صنفه، كمَّا وكيفاً، أقليل هو أو كثير؟ أنابض هو؟ أحادّ هو كالسهم؟ أثاقب هو كخارقة الفلِّين؟ أم هو غليظ منتشر لا حد له ولا سن.
وشيء آخر يجب أن نذكره عند الملاحظة يجب أن، نكشف عن العوامل التي تزيد في الصداع، في قوته، أو في زمنه، ويجب أن نرقبه خاصة عندما نقرأ، أو عندما ننهمك في العمل، وفي الجَلبَة والمكان الزائط الصارخ، وعندما نقوم أو نقعد أو ننحني، وعندما يسوؤنا حادث من أحداث الزمان، وما أكثر ما يسوء.

### الصداع التوتري Tension headache
يظهر في جانبي الرأس وعادة يبدأ من خلفها وينتشر للأمام وقد يبدو الألم مكتوماً كأن المكان مربوط بإحكام، ويمكن أن يشعر الشخص بتصلب الكتف أو الرقبة أو الفك، وعلاجه هو حل المشاكل النفسية وتناول المهدئات المناسبة.

### صداع العنقود Cluster headache
وهو حاد ومؤلم جداً ويحدث عدة مرات في اليوم ولمدة شهور وينصرف لمدة مشابهة، وهذا النوع ليس شائعاً.

### صداع التهاب الجيوب الأنفية Sinus headache
وسببه الالتهابات الجرثومية والفيروسية للجيوب الأنفية. فيسبب ألماً في مقدمة الرأس والوجه وبسبب التهابات في ممرات الجيوب الأنفية التي تقع خلف الخدين والأنف والعينين، فنشعر بألم أشد عندما ننحني للأمام أو عندما نستيقظ من النوم صباحاً أو في حالة الرشح الأنفي أو التهاب الحلق، وهذا الصداع يظهر على شكل الإحساس بثقل أو ألم يزداد أثناء ساعات النهار، ويتم العلاج بتناول العقاقير المسكنة ومضادات الاحتقان الأنفي، وأخذ حمام ساخن أو استنشاق الأبخرة لتخفيف حدة الصداع، وإذا استمر الصداع، فقد يحتاج الأمر إلى تدخل جراحي وعملية بزل.

### الصداع المُلحّ
ولكن من الصداع المُلحّ الذي لا يزول هكذا سريعاً، وعندئذٍ لا يكفيه القرص أو القرصان، وعندئذ لابد من التوغّل لاستطلاع أسبابه، وبعد الفحص قد تخرج عن سبب له بسيط، وقد تخرج عن سبب مركّب، وعن سبب لا يفزع أو عن آخر مفزع، فيجب أن لا تنسى أن الصداع ليس إلا عرضا يكون لأمراض عدة، في مواضع في الجسم عدة.

### صداع مصدره العين
فقد يكون من أسباب الصداع أجهاد العين، وهو من الأسباب الشائعة، وهو عادة من النوع غير الحاد، ويجيء من بعد القراءة أو بعد خياطة، لا سيما والنور ضعيف، وموضعه مقدمة الرأس عادة، وقد ينسبه صاحبه إلى مؤخَّر العين، والعين ذاتها قد تتألم، ويتألم الجفن ويثقل.

### صداع مصدره الإعياء
وقد يكون من أسباب الصداع التعب الشديد، وصفته تكون كصفة الصداع الذي ينشأ من أجهاد العين، وهو يبدأ عادة في ضحى النهار ثم يزيد، والمجهود العقلي إذا اتصل يأتي بوجع قد يشكوه صاحبه فيقول أنه كالحِمْل الثقيل يحمله الرأس من فوقه، أو هو كالنطاق دائر حولَ رأسه يشدّ على جبهته.

### صداع مصدره الإمساك
وقد يكون من أسباب الصداع الإمساك، وهو كثير الوقوع، وصاحبه يقوم عن فراشه صباحاً بصداعه، وهو غير حاد، يصحبه اختلال مزاج ورغبة عن الطعام، وينظر صاحبه في أمره فيجد أنه قد فوّت على نفسه زيارة بيت الخلاء، أو هو صداع يأتيه من بعد ليلة أسرف فيها في طعام أو شراب، عَصَت على أثرها أمعاؤه فلم تفرغ.

### وللروماتزم صداع
والروماتزم قد يكون وراء الصداع، فهو من أعراضه، وفي هذه الحالة يكون الصداع غالباً في مؤخر الرأس والعنق، وصحبه احساس بتعب عام وقلة ارتياح.

### الصداع المرضي
ومن الأصدعة أصْدعة تعرف بالأصدعة المرضية.
وسميت كذلك لأنها تعجز صاحبها فلا يستطيع أن يواصل عملاً، أو هي تَحِد من كفايته ومن أسمائها الأصدعة الصفراء، والأصدعة النصف الجمجمية، وهي بالإنجليزية مِجْران، وصفاتها تختلف باختلاف الفرد، ولكن تجمعها صفات عامة.
ونَصِفُ مثالاً نموذجياً منها فنقول أنه صداع يصحبه غثيان، فهو يأتي نوبات، يفرّق بينها أسبوع أو شهر أو زمن أطول، وهو يبدأ عادة باضطراب في البصر، فيرى صاحبه أضواء ترقص، وقد يرى نقاطاً ألونها، وقد يَعْمَى عمىً طارئا قصيراً، فلا يرى أشياء في أوسط مجال البصر، أو أشياء على الجانب، وقد يأتي بعد ذلك ألم في الرأس غاية في الشد، ينحصر في نصف واحد من الرأس (ومن أجل هذا سمي النصفي) وصاحبه يَمْشط شعره من فوقه فيتألم كثيراً، والمصاب يحسّ باختلال مزاج واسترخاء، ويحس بالدوار، ويمتنع عليه العمل كان ما كان، وينتهي الدور بأن يُفرغ المريض ما في المعدة، قم هو يسقط على الفراش لينام.

### صداع مصدره الأنف
وقد يرد الصداع إلى الأنف، بسبب التهاب الجيوب الأنفية، والألم هنا نابضّ، وموضعه عَظَمة الوَجْنة، أو هو فوق العينين مباشرة، ويختلف الألم باختلاف وضع الجسم، مثال ذلك أن انحناء الرأس إلى الأمام يزيد المريض سوءاً.

### صداع مصدره ورم في المخ
وأصدعه أخرى تنشأ من أسباب هي في الرأس ذاته، هي في المخ، ورم فيه، أو خرّاج، أو التهاب سحاء، وفي أول المرض يخف الألم، وموضعه الذي يحسّ فيه كون أي موضع في الجمجمة، ويكون الألم في الصباح عادة، ثم يخف كلما تقدم النهار، ويزيد فيه الانحناء أو التوتر، أو حمر شيء، أو حتى السعال، ومن خصائص هذه الحال التقيؤ، وباطراد المرض يبلغ صاحبه حالاً يشتد فيها الألم فلا يجد سبيلاً للخلاص إلا الرقاد في سكون كامل.

### صداع نفساني
هذه بعض اختلالات في الجسم يصحبها الصداع، عرضاً، جئت منها بالقليل الدارج، وأغفلت الكثير، ومن الكثير الذي أغفلته، وهو خطير، صداع له أسباب نفسانية.
يروى أنه هناك فتاة كانت تشكو صداعاً مستمراً، وتتعاطى أقراصاً أنوعا علها تذهب به فما يذهب، ودام الحال سنتين، وفحص الطبيب جسمها فلم يجد فيه ما يعزو إليه الصداع، فاتجه يفحص نفسها، فعرف أنها متزوجة، وأن لها حماة تكرها، وتتدخل في أمورها فتعكّر عليها صفوها، وهذه الحماة بدأت حياة هذه الفتاة باهدار كرامة الزوجة اعلانا في جمع من صواحبها، وظل هذا الحادث حياً في ذاكرتها، لا تستطيع نسيانه أبداً.
وإذا أطلع الطبيب على كل هذا عمل على تفادي أسبابه، وعندئذ فقط انقطع صداع الفتاة، فلم يعد إليها.
وهذا صداع نفسي كان من السهل اكتشاف أسبابه، ولكن ما هكذا يسهل اكتشاف أسباب أخرى أعمق، وأعقد، وأخفى، وأوضاع الحياة التي تأتي بها الصداع، وأشباهه كثيرة.
والصداع قد نشعر به عندما نصاب بنزلة برد أو حمى أو في حالة ما قبل نزول الطمث لدى السيدات، ولو كان الصداع لأول مرة لدى من هم فوق الخمسين عاماً فقد يكون سببه التهاب شرياني صدغي Temporal arteritis يسبب زغللة في الرؤية وألم أثناء المضغ وهذا النوع قد يؤدي للعمى لو لم يعالج بواسطة الطبيب المختص وعادة يعالج بالإستيرويدات steroids ليساعد في منع العمى. وهناك أسباب نادرة تسبب الصداع كنزيف المخ أو ورم به أو التهاب الحمى الشوكية أو الالتهاب أو الجلطة أو العدوى بالمخ.

## الصداع النصفي (الشقيقة)
تختلف آلام الصداع النصفي عن كل آلام الأنواع الأخرى من الصداع. ويصيب هذا النوع من الصداع جزءاً واحداً من الرأس أي بشكل نصفي. ويعاني منه 25% من النساء و8% من الرجال طوال حياتهم. والمرأة أكثر عرضة لنوباته ولاسيما في مرحلة سن اليأس لتغير معدلات الهورمونات الأنثوية لديها. والصداع النصفي أسبابه غير معروفة. ويقال أن سبب حدوث الصداع النصفي يعود إلى طريقة تفاعل الشرايين المؤدية إلى الدماغ مع العوامل المسببة للألم مهما كان نوعها، ولسبب ما تتقلص الشرايين ثم تتمدد.و هذا التغير في القطر الداخلي للشرايين يولد الألم. كما يخفض تقلص الشرايين وصول كمية الدم إلى الدماغ. وهذا تفسير لتشوش الرؤية. ويقال أنه بسبب عدم التوازن بين عنصر الماغنيسيوم وهرمون السيروتونين بالمخ مما يغير في الكهرباء وفي التفاعل بين أعصابه وشرايينه التي تتحكم في العينين والأنف والفم مما يظهر الألم في مراكز المخ، عكس الصداع العادي الذي يكون آلامه في فروة الرأس.
والصداع النصفي نوعان صداع نصفي عادي لا يشعر فيه المريض بدنو النوبة وتستمر نوبته من 4-72 ساعة حيث يشعر بألم في جانب الرأس أو الجانبين وقد يكون نابضاً أو متوسطاً أو شديداً مع القيء وشعور بالغثيان وحساسية للأصوات. وصداع نصفي تقليدي وفيه يشعر المريض بدنو النوبة مرتين على الأقل سنوياً. وقد تستمر النوبة 20 يوماً ويسبقها توتر عصبي وتشوش الرؤية. فيري الشخص أثنائها الخطوط متعرجة وأضواء مبهرة (كفلاش)أو يفقد النظر مؤقتا مع صعوبة في الكلام والشعور بضعف الذراعين والساقين وتنميل بالوجه واليدين وألم في الجبهة والفكين والأذنين وحول العين. وقد يظهر الصداع في جانب واحد من الدماغ خلف العينين أو حولهما. وقد ينتقل للجانب الآخر أثناء النوبة. والأفضل تحديد أسباب ظهور الصداع النصفي ومحاولة تجنبها للسيطرة علي الصداع والوقاية منه رغم من عدم وجود أسباب محددة لظهور الصداع النصفي, لكن هناك بعض العوامل التي قد تساعد علي ظهوره، وهذه العوامل تختلف من شخص لآخر. ومن بينها الضغط العصبي، وعدم تناول وجبة أساسية أثناء اليوم، أو النوم في أوقات متأخرة ليلاً أو عدم النوم لفترة كافية، والإرهاق أو زيادة التمارين الرياضية. أو تناول بعض أنواع الطعام والشراب كالجبن والنبيذ الأحمر والخمور والمواد المضافة إلي الطعام مثل ملح النترات في اللحوم المحفوظة كاللانشون والبولوبيف والهامبرجر والسجق وقلة تناول كمية الكافيين المعتاد عليها الشخص والموجود في الشاي والقهوة والكولا والكاكاو. وبالنسبة للسيدات فترة الدورة الشهرية. وهذه العوامل يمكن تجنبها. ويمكن للعلاج الجيد من تخفيف حدة نوبات الصداع النصفي وتسكين آلامه بتناول عقاقير مسكنة. وهناك نوعان من أنواع علاج الصداع النصفي. نوع يقوم بإيقاف تأثير الصداع النصفي بمجرد بدايته وفيها مادة الإرجوتامين وتوصف للأشخاص الذين يصابون بالصداع بشكل غير دوري أو في الأعراض البسيطة حيث تقوم بانقباض الأوعية الدموية. ولا يتناولها مرضى القلب، أوالحوامل. والنوع الثاني مغلقات بيتا (Beta blockers) ومغلقات الكالسيوم (Calcium channel blocker) وتمنع ظهور الصداع النصفي.ويوصف للأشخاص الذين يصابون بالصداع النصفي بشكل دوري ومتكرر، ويمكن وصف الأدوية المضادة للاكتئاب. وأحياناً قد يجد المصاب فائدة من وضع كمادات من الثلج على الرأس، والجلوس في غرفة مظلمة.

## صداع الأطفال
الصداع لدى الأطفال أحد الأسباب الرئيسية التي تستدعي عرضهم على الطبيب. لأن أسباب الصداع لديهم عديدة، فالأطفال دائما يشكون من الصداع بمعدل حوالي 7% منهم و15% من اليافعين. والصداع يمكن أن يؤثر سلباً على أنشطة الطفل. فالأطفال الذين يعانون من الصداع النصفي. لا تشخص حالتهم بدقة لهذا لا يعالجون. ولابد من تتبع تاريخ المرض وعدد حالات حدوثه ومدة استمراريته وشدته والأعراض المصاحبة له. وهل في تاريخ العائلة حالات صداع نصفي؟، لأن هذا مؤشر لتشخيصه، والأطفال الذين يعانون من الصداع النصفي لديهم تاريخ مسبق من المعاناة من مرض الحركة والدوار vertigo وزغللة بالعين. ويعاني 5% من الأطفال و17 % من اليافعين من الصداع النصفي. و60% من الأطفال الذين يعانون من الصداع النصفي من الذكور و70 % منهم لهم تاريخ أسري للصداع النصفي في العائلة. والأطفال غالبية صداعهم النصفي من النوع العادي الذي لايؤثر علي الحركة والرؤية عكس الصداع النصفي التقليدي الذي يسبب زغللة في العين ووهن في العضلات، والأطفال الذين يعانون من التهاب الجيوب الأ نفية 15% منهم يعانون من الصداع المتردد الذي يكون سيئاً في الصباح أو الذي يحدث في نفس الوقت كل يوم. والألم يتغير حسب وضع الرأس، وقد يقع بالعينين. ويستمر الرشح والاحتقان والكحة لأكثر من 10 أيام وقد تظهر الحمي. ويمكن ظهور الصداع نتيجة التربنة أو خبطة بالراس وقد يكون حاداً وقد يستمر لعدة شهور. وقد يكون بسبب الصرع. ولاسيما بعد النوبة أو قبلها.

## الوقاية
-النوم الكافي
-الأكل المفيد
-ممارسة الرياضة بانتظام.
- فرد الرقبة والجزء العلوي من الجسم. ولاسيما ولو كان العمل يتطلب الجلوس طويلا.
-ترك التدخين.
-تعلم كيف تسترخي وتنفس بعمق.
-التقليل من الجلوس أمام شاشة الكمبيوتر لفترات طويلة.

## العلاج
علاج الأصدعة يختلف بالاختلاف أسبابها، فلا بد من الكشف عن السبب أولا، ليكون العلاج الصالح، فالعين لا بد ان تفحص، من حيث القراءة المجهدة، أو الكتابة المتصلة الطويلة، لا سيما في الضوء الضعيف، وإلى أن تتيسر زياة طبيب العيون لا بد من أن يمتنع من يعاني من الصداع عن قراءة الكتابة ذات الحروف الصغيرة على الورق الرخيص، وأن يمتنع عن القراءة في العربات والسيارات والقطارات.
والعمل إن كان مرهقاً لا بد أن يوقف، والهم أن كان متكاثراً فلا بد لصاحبه من أن يتحول، وفترات الهمّ، كفترات العمل، لا بد أن تعطى فتراتها من راحة.
والإمساك، إن كان يظن أنه سبب الصداع، يجب أ، يعالج بحسبانه مرضاّ قائماً بذاته، وهلم جرا.
تشخيص الداء أولاً، وبإزالة السبب يزول المسبّب.
عندما يحدث الصداع دون الوقت واليوم الذي بدأ فيه وسجل ماذا أكلت خلال الـ 24 ساعة. وكم من الوقت قضيته في النوم بالليل وفي ماذا كنت تفكر قبل بداية الصداع. وهل يوجد إجهاد في حياتك؟ ومدة الصداع. وماذا فعلت لتوقفه ؟. ويمكن للصداع أن يخف لو ركنت للراحة وعيناك مغلقتان ورأسك مسنودة. واتباع طرق الاسترخاء تساعد أيضاً. [[كما أن التدليك ووضع شيئا ساخنا وراء أعلى الرقبة تفيد في تخفيف الصداع التوتري. ويمكن استعمال الأسبرين]] والأيبوبروفين والباراسيتامول. ولا يعطي الأسبرين للاطفال حتى لا يصابوا بحالة راي. فيمكن للصداع النصفي الاستجابة للأسبرين أو النابروكسين أو توليفة أدوية الصداع النصفي. واسأل الطبيب عن العلاج المناسب. وأدوية الصداع النصفي هي: كما أن الأدوية التي تخفف الغثيان والقيء تفيد في الأعراض الأخرى من حالات الصداع النصفي. ولو كنت تصاب بصداع من حين لآخر يمكن للطبيب وصف دواء لمنع الصداع قبل وقوعه كمضادات الاكتئاب للصداع التوتري أو النصفي.وتفيد مغلقت بيتا كالبروبرانول أو مغلقات قنوات الكالسيوم كدواء في حالة الصداع النصفي المتردد. ولو استعملت دواء الصداع أكثر من يومين في الأسبوع فهذا معناه صداع متردد الذي سببه دورة استعمال أدوية مسكنة للألم للتسكين لمدة قصيرة يعقبه آلام صداع لفترات أطول رغم تناول دواء أكثر لتخفيف الألم. وكل الأدوية المسكنة والأدوية الباسطة للعضلات والتي تزيل الاحتقان والكافيين تسبب هذا النوع من الصداع.

## أدوية شائعة
الأسبرين هو الدواء الشائع لتسكين آلام الصداع، ويتناول في حالة لو كان الصداع خفيفاً أو متوسطاً إلا أنه لا يستعمل في حالة الشخص الذي يعاني من الربو أو مشاكل بالكبد. ولا يعطي للأطفال أقل من سن 10 سنوات حتي لا يصابوا بمتلازمة راي أو الأشخاص الذين يعانون من سيولة الدم والنزيف الدموي وقلة فيتامين ك. ويقل مفعوله مع مضادات الحموضة والكورتيزونات. ويزيد الأسبرين سمية دواء ايبانوتين (مادة فينتوين) phenytoin والجرعات العالية منه يمكن أن تزيد من تأثير مفعول الأدوية المخفضة للسكر التي تتكون من مادة سلفونيل يوريا sulfonylurea، كما أن الأسبرين غير آمن في حالة الحمل ولا سيما في الثلاثة شهور الأولى من الحمل لأنه سيقلل وظيفة الكلي. كما يتجنب في الأنيميا (فقر الدم) الشديدة وقرحة معدة.
وقد يستعوض عن الأسبرين بالباراسيتامول وهو دواء ثان شائع من مادة Acetaminophen. ويمكن أن يتناوله الكبار والأطفال. ويتعارض هذا الدواء في حالة الفشل الكبدي. ولو تناوله الشخص مع الريفامبين Rifampin يقل مفعوله كمسكن ولا يتناول مع الكاربامازيبين والفينوباربيتونات barbiturates والهيدانتوينhydantoin والأيزونازيد isoniazid يزيد السمية الكبدية.
والدواء الثالث الشائع الأيبوبرفين Ibuprofen ويستعمل في الشعور بالألم الخفيف أو المتوسط ويقلل الالتهابات باقلال افراز مادة بروستاجلاندين prostaglandin. وهذا الدواء لا يوصف للذين لديهم قرحة المعدة أو الذين لديهم نزيف بالجهاز الهضمي أو يعانون من قلة وظائف الكلي. ولا يتناول مع الأسبرين أو دواء الضغط العالي ككابوتريل captopril ومغلقات بيتا beta-blockers. كما يقلل مفعول المدرات للبول كالفيوروسميد furosemide والثيازيدات thiazidesوقد يسبب سمية مع الميثوتروكسات methotrexate. ولا يستعمل في الثلاث شهور الأولي من الحمل أو احتقان اوهبوط القلب أو ارتفاع ضغط الدم أو قلة وظائف الكبد أو الكلي أو في حالة تناول مضادات تجلط الدم.
والدواء الرابع الشائع في علاج الصداع، الكافيين والشخص قد يدمن علي تناوله وقد يكون مخلوطاً مع الأسبرين أو أدوية الصداع النصفي كمشتقات الإرجوت مثل الإرجوتامين. وعندما ننسحب من تناوله فجأة يسبب صداعا شديدا وغثيان وقيء. والكافيين يفرز مع لبن الأم مما يجعل الرضيع قلقا ومؤرقا أثناء النوم.
والدواء الخامس الشائع لعلاج الصداع النصفي الإرجوت ومشتقاته كالإرجوتامين و dihydroergotamine ولايستعمل أثناء الحمل. فقد يسبب موت الجنين أو الإجهاض. أو في حالة الرضاعة لأنه يسبب ضررا للرضيع. وهذه الأدوية تفرز مع اللبن وتسبب للرضيع الإسهال والقيء والتشنجات ونبضا ضعيفاً وتغيرا في ضغط الدم. والكميات الكبيرة من هذا الدواء تقلل من افراز اللبن. وهذا الدواء يزيد الإحساس بالبرودة لهذا يتدثر الشخص جيدا أثناء البرودة. لأنها تقلل تدفق الدم بالجسم ولاسيما بالجلد والاصابع ولا سيما بالقدمين وخصوصاً لدي المسنين الذبن ما يعانون غا لبا من مشاكل في الدورة الدموية. لهذا عند استعمال هذه الأدوية اسأل الصيدلي عن مكوناتها أو اسأله عن هذه المواد لتتعرف علي دوائك.
هذا عرض شامل وسريع حول الصداع واشكاله وطرق علاجه.

## عيادات للصداع خاصة
وقد يدهشك أن تسمع أن الصداع أصبح من الخطورة بحيث صارت له عيادات خاصة، كعيادات السل والسرطان وأشبأهمها من الأمراض المستعصية، ولكن ليس في هذا ما يدهش، ذلك أن الصداع ألم في الرأس، وقد يشتد وقد يطول، فيجعل من الحياة عذاباً، وهو كثير الأسباب، مختلف الأسباب، هين الأسباب أحياناً، خطيرها أحياناً، وهو شائع، هيّنا ومخطرا، ولو أنك أنت بالذات قد تكون من المحظوظين الذين لم يصبهم ما أصاب غيرهم من المنكوبين.
لقد دل الإحصاء على أن في الأمة المتقدمة يبلغ عدد المصابين بأوجاع الرؤوس ما بين 10 إلى 15 في المائة من أهلها.
ومن أشهر عيادات الصداع عيادة كبرى في مستشفى منتفيوري Montefiori بنيويورك، وإليه يتجه المصابون آلافاً من كل أصقاع الدنيا، وبه من الأطباء صنوف شتى، فالباطني، والجرّاح، وأطباء النفساني، والنفساني غير الطبيب وهلم جرا.
وبه من المعامل الطبية كل ما هم في حاجة إليه وعندهم كل الأجهزة، ويأتيهم المريض فيبحثون عن تاريخه، وبيئته، وسابق أمراضه، وأسلوب عيشه، ثم يدخل إلى معامل الفحوص فيُحصَى كل شيء فيه، وتصوّر الأشعة السينية كل مّظنّة للمرض فيه، ودمه يُعَدّ، ورأسه، وأعصابه، وعيناه، وأذناه، وأنفه وجيوب أنفه، وكل شي يحتمل أن يكون مصدر الداء.
ثم يأتي دور الطبيب النفساني، ومن ثم دور الخبير الاجتماعي. وبالطبع لا يذهب إلى المستشفى إلا كلّ من أعجز الأطباء داؤه، وما أكثرهم.

## روابط خارجية
- كتاب أمراض شائعة وعلاجها للصيدلاني أحمد محمد عوف